# Криволапова, Нина Анатольевна
Нина Анатольевна Криволапова (род. 15 апреля 1956, Яланский сельсовет, Курганская область) — педагог, доктор педагогических наук (2008), профессор (2011), Заслуженный учитель Российской Федерации (2003).

## Биография
Нина Анатольевна Панова родилась 15 апреля 1956 года в семье строителей в <уточнить номер отделения или название деревни> совхоза «Яланский» Яланского сельсовета Сафакулевского района Курганской области, ныне все населённые пункты ликвидированного совхоза входят в Сафакулевский муниципальный округ той же области.
В 1973 году поступила и в 1978 году окончила Курганский государственный педагогический институт (специальность «Учитель физики и математики»).
В 1978—2013 годах работала в школе учителем физики. В 1978—1981 годах — учитель физики и астрономии средней школы № 24 города Кургана, в 1981—2013 годах  — учитель физики и астрономии средней общеобразовательной школы № 36 города Кургана. В 1996—1999 годах работу в школе совмещала с преподаванием на кафедре естественно-математического образования Института повышения квалификации и переподготовки работников образования Курганской области (ИПКиПРО КО).
Нина Анатольевна Криволапова — кандидат педагогических наук по теории и методике обучения физике (1999, диссертация «Опорные конспекты по физике в системе развивающего обучения»), доктор педагогических наук (2008, диссертация «Становление и развитие системы профильного обучения сельских школьников»), учёное звание доцент присвоено в 2001 году, звание профессор — в 2011 году.
С 1999 по 2003 год заведовала кафедрой естественно-математического образования ИПКиПРО КО.
С 2003 года — проректор по науке и развитию образования ИПКиПРО КО, с 2011 года — Государственное автономное образовательное учреждение дополнительного профессионального образования «Институт развития образования и социальных технологий» Курганской области (ГАОУ ДПО ИРОСТ), в настоящее время Нина Анатольевна работает первым проректором — проректор по науке и инновационной деятельности института, профессор кафедры управления по специальности «Управление инновационными процессами, профильным обучением, качеством образования».
Является автором более 270 работ, из них 180 научных работ, более 50 — на федеральном уровне. Н. А. Криволапова автор учебных пособий: «Внеурочная деятельность. Программа развития познавательных способностей учащихся. 5-8 классы» и «Внеурочная деятельность. Сборник заданий для развития познавательных способностей учащихся. 5-8 классы».
Нина Анатольевна Криволапова — научный сотрудник научно-исследовательской лаборатории «Образование и сельский социум» Института социальной педагогики РАО, член коллегии Главного управления образования Курганской области, член учёного совета института, главный редактор научно-методического журнала «Педагогическое Зауралье» и «Инновационного вестника».

## Награды
- Заслуженный учитель Российской Федерации, 26 апреля 2003 года[5]
- Медаль К. Д. Ушинского, 2012 год
- Медаль Л. С. Выготского, 2019 год
- Знак «Отличник просвещения Российской Федерации», 1995 год

## Семья
Сын Тимур, дочь Татьяна.